# I Me Mine
I Me Mine è un brano dei Beatles incluso nell'album Let It Be (1970).
Si tratta dell'ultimo brano registrato ufficialmente del gruppo inteso come tale, anche se alle sessioni di registrazione non era presente John Lennon, in quel periodo in vacanza in Danimarca e comunque già da tempo allontanatosi dalla band. In ordine cronologico, l'ultima canzone che i Beatles avevano inciso in studio era stata Because per l'album Abbey Road, ultimata il 5 agosto dell'anno precedente, ma anche in quell'occasione – avendo Ringo contribuito unicamente con dei colpi di piatti charleston per segnare il tempo, rimossi nel mix finale – i componenti del gruppo erano solo tre. Nel caso di I Me Mine vi erano, tuttavia, degli obblighi contrattuali da rispettare a causa del film Let It Be - Un giorno con i Beatles, cosa questa che costrinse i Beatles a tornare in sala d'incisione.

## Il brano

### Storia e origine
Scritta nel 1969 da George Harrison, un primo abbozzo della canzone era stato inciso nel gennaio di quell'anno in previsione dell'inserimento della stessa nella colonna sonora del citato Let It Be, e poi lasciato in archivio in vista di sviluppi futuri. Quando i Beatles iniziarono le sessioni di registrazione di Abbey Road e fu chiaro a tutti che quello sarebbe stato il loro ultimo lavoro insieme, il produttore Glyn Johns cercò di ricavare dalle registrazioni effettuate per il film, compresa I Me Mine, qualcosa di trasferibile su disco, senza riuscirvi. Di fatto abbandonato, il progetto scivolò fino al 1970 quando, con il film ormai costretto a uscire per obbligo contrattuale, si dovette trovare una forma presentabile anche ai numerosi provini effettuati circa un anno prima. Il nuovo incaricato della produzione Phil Spector, usando il suo Wall of Sound, spruzzò di effetti sonori diverse incisioni (tra cui, per esempio, The Long and Winding Road, scatenando la furia di Paul McCartney che accusò il produttore di avergli rovinato la canzone), ma nel caso di I Me Mine il materiale a disposizione non permetteva alcun recupero, ragion per cui si rese necessaria una sessione di incisione in studio per salvare il brano.

### Registrazione
L'unica seduta di incisione si tenne il 3 gennaio 1970 ad Abbey Road;  il successivo 1º aprile, tre mesi dopo, nello Studio 1 il solo Ringo Starr suonò la batteria a supporto dell'orchestra. Il brano originale durava 1' 34": Phil Spector, in fase di mixaggio, ne allungò la durata a 2' 25" riprendendo la parte vocale di George Harrison e inserendola 13" prima della fine dell'incisione originale.
Stilisticamente altalenante, la canzone così editata si compone di due tempi alternati: un ingresso in 3/4 su un registro malinconico – il tema è un'amara riflessione di Harrison sull'egoismo, con le liriche centrate sulla differenza fra l'ego individuale e l'OM universale – per passare poi a un rockeggiante 12/8 più aggressivo, schema ripetuto due volte per poi interrompersi bruscamente.
La canzone passò quasi inosservata, notevole solo per ragioni statistiche essendo, appunto, l'ultima incisione ufficiale del gruppo, che precedette di 15 giorni l'uscita di McCartney, il primo album da solista di Paul, nella cui copertina si annunciava la fine dei Beatles.

## Formazione
The Beatles
- George Harrison - voce, chitarra solista, chitarre acustiche
- Paul McCartney - armonie vocali, basso, organo, piano elettrico
- Ringo Starr - batteria